# Дворец Ниаваран

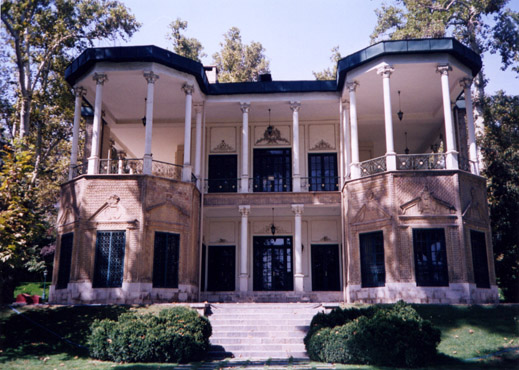
Павильон Ахмад-шаха

Дворец Ниаваран — дворец в Тегеране, музей.
Ниаваран начал строиться при последних Каджарах и достраивался при шахах Пехлеви. В 2000 этот комплекс был выделен из дворца Саадабад, и сейчас включает пять зданий: собственно дворец Ниаваран, павильон Ахмад-шаха, дворец Сахибкарание, музей Джахан Нама и библиотеку.
Главное здание дворца было построено в середине XX в. при Мухаммед Реза-шахе. Первоначально оно задумывалось как зал для официальных гостей, однако впоследствии стало резиденцией царской семьи. Интерьер и дизайн Ниаварана были выполнены группой французских архитекторов. На первом этаже находится главный зал, а также ряд боковых залов, столовая, кинотеатр и гостиная. На верхнем этаже находились жилые комнаты семьи Пехлеви. Они украшены ценными картинами, коврами и подарками из разных стран.
Двухэтажный павильон Ахмад-шаха был построен в последние годы правления Каджаров и после реставрации использовался шахами Пехлеви. В залах павильона выставлены изделия из серебра, бронзы, слоновой кости и дерева, сувениры из разных стран, картины, медали, а также драгоценные камни. На втором этаже расположена терраса с 26 гипсовыми колоннами.
Дворец Сахибкарание начал строиться при Насреддин-шахе в конце XIX в. Тогда были отстроены зал приемов, зимнее помещение, несколько маленьких зданий и терраса. В 1906, в разгар революции, в этом дворце шах Музафар-ад-дин подписал первую иранскую конституцию. При шахах Пехлеви павильон был обновлен, в его дворе был выкопан бассейн. В 1976 часть дворца Сахибкарание была отведена под музей, где собраны древние и современные произведения искусства со всего мира, включая доколумбовую Америку, лурестанские бронзы и раннехристианские памятники, а также работы Пикассо, Ренуара и других европейских живописцев.

## Галерея

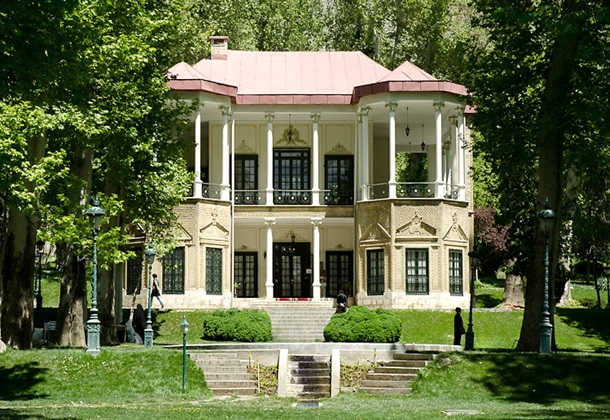
Ахмад Шахи Павильон[англ.]
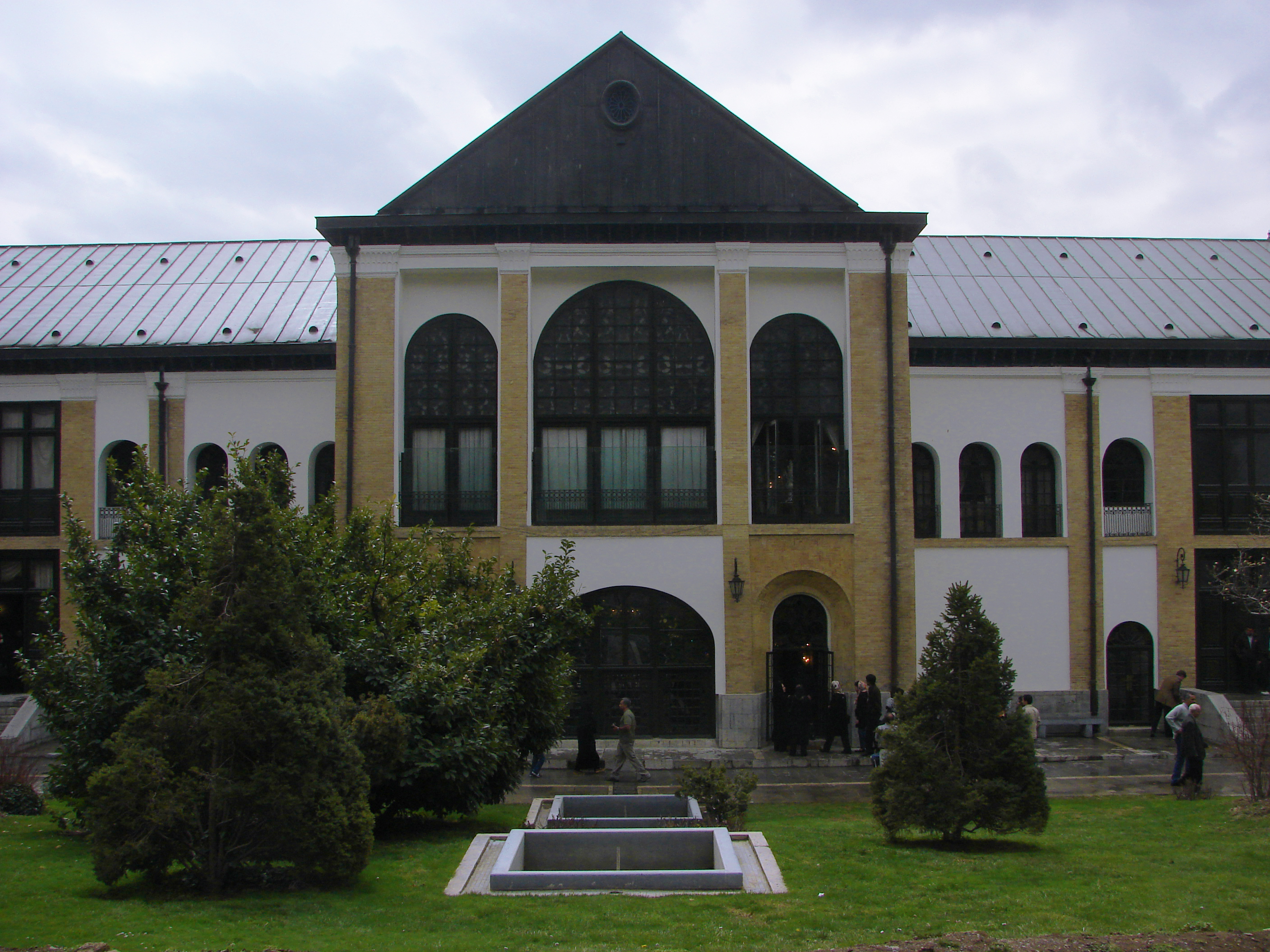
Сахеб Карани
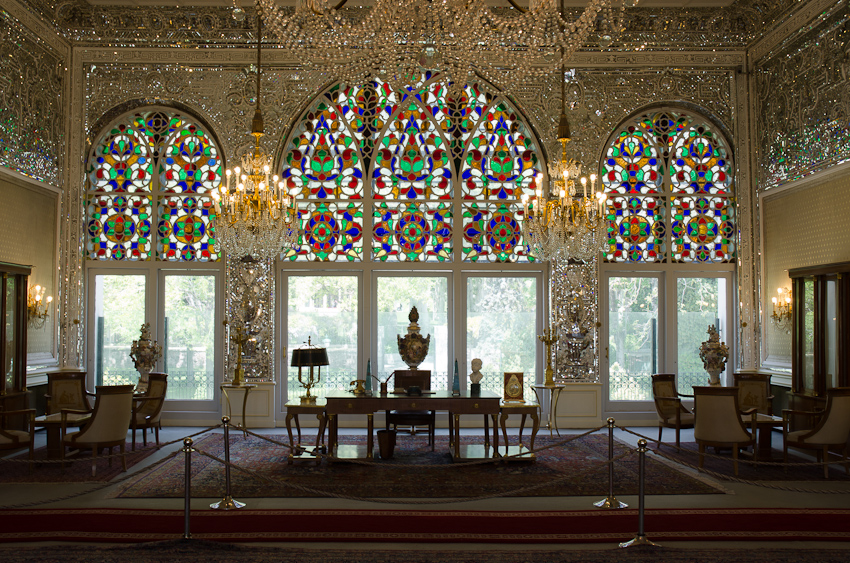
Королевский офис шаха в Сахебе Карани.
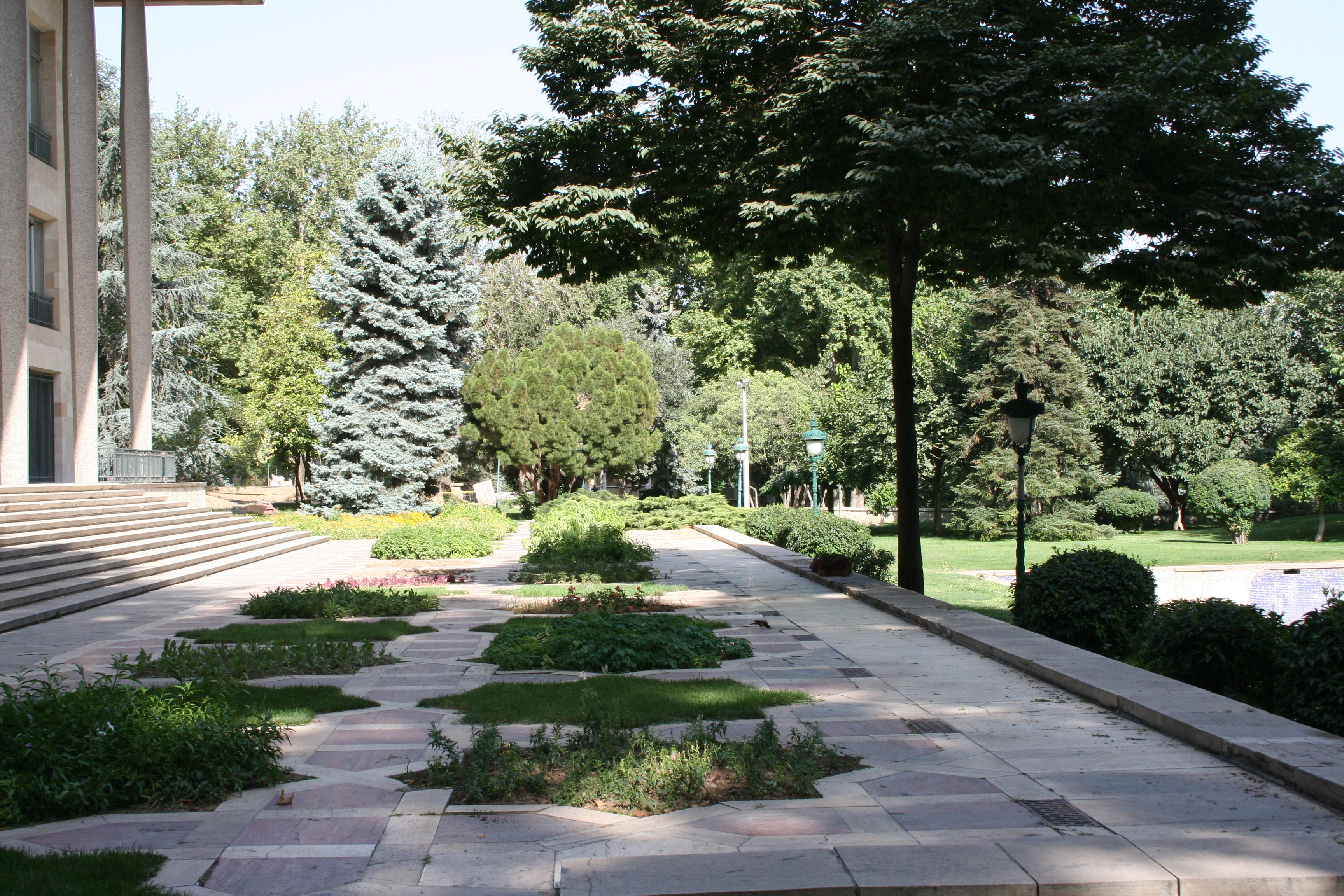
Площадь перед особняком Ниаваран.
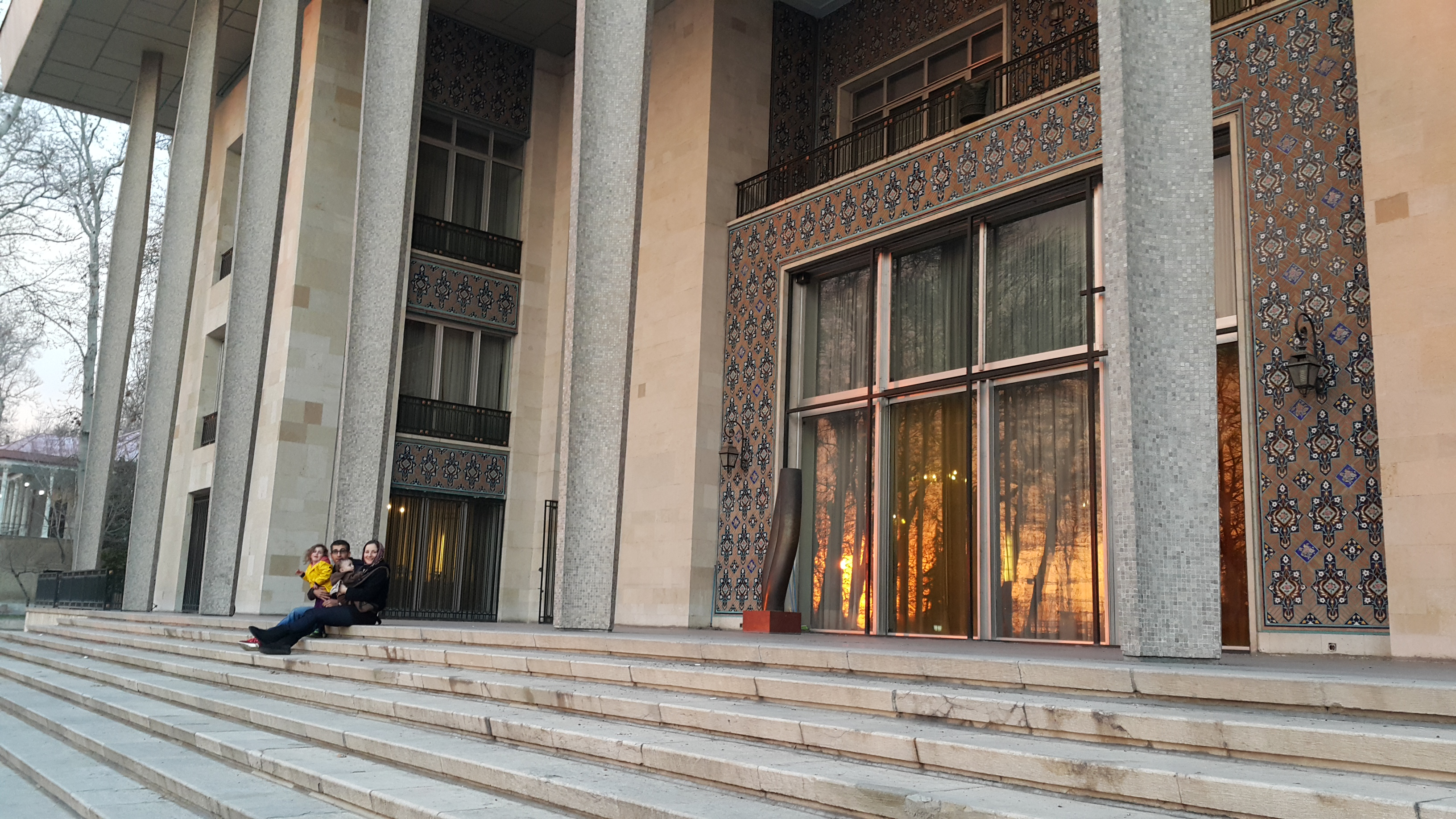
Врата особняка Ниаварана.
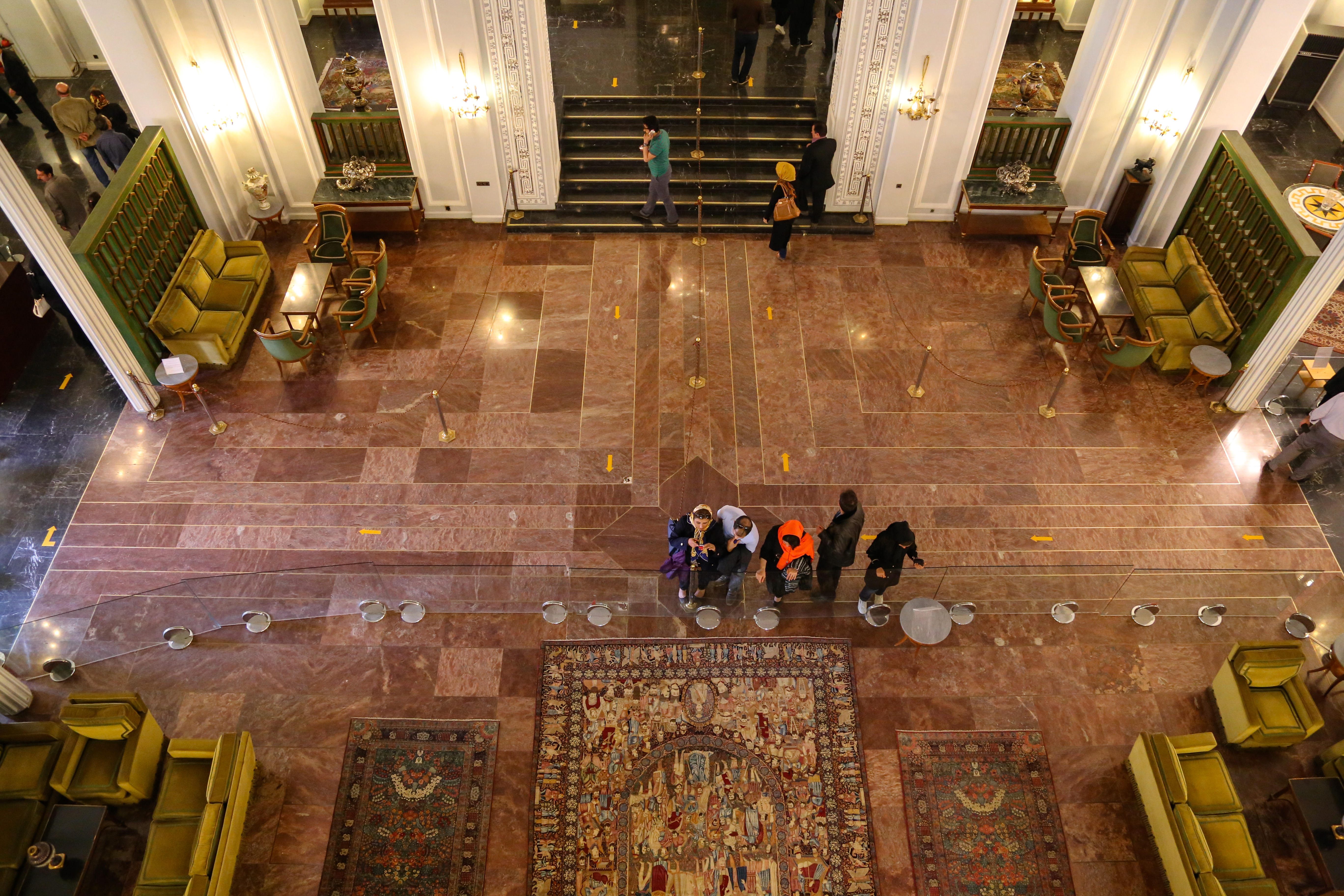
Внутри особняка Ниаварана.
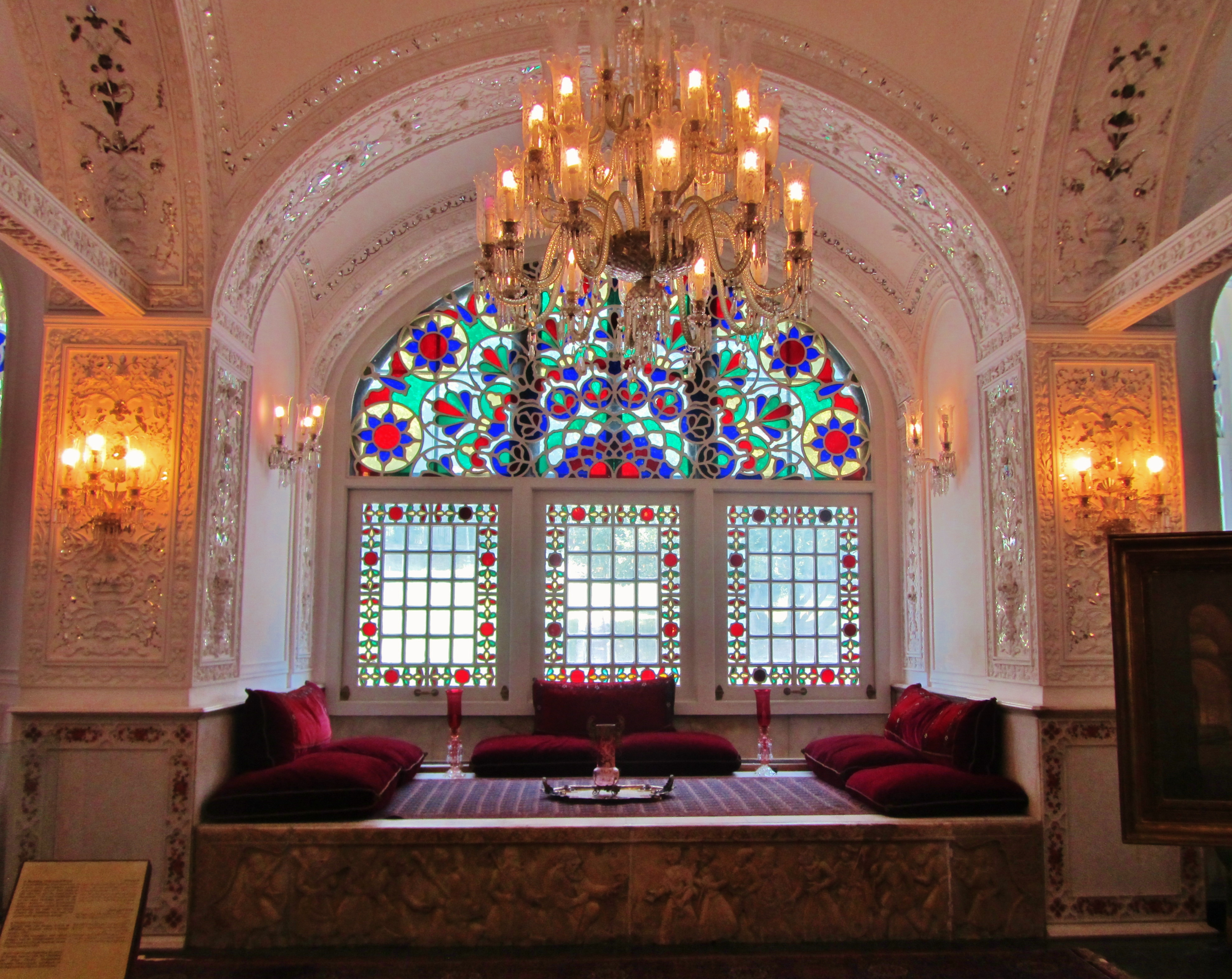
Внутри особняка Ниаварана.
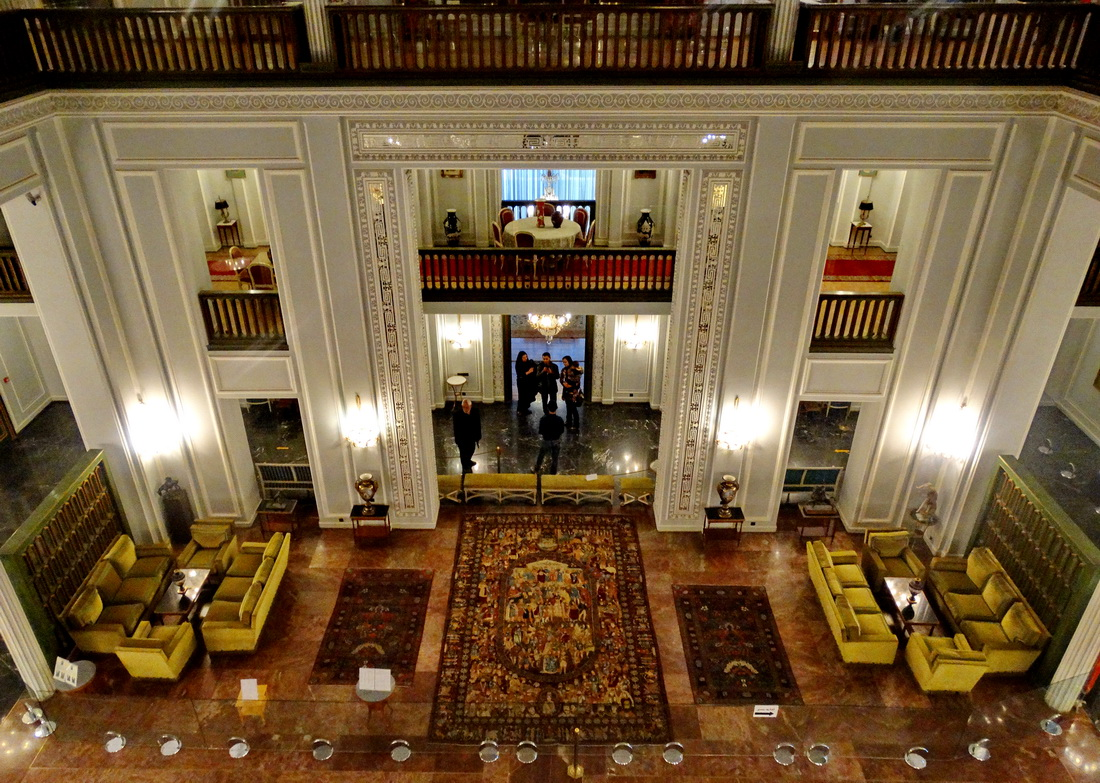
Внутри особняка Ниаварана.
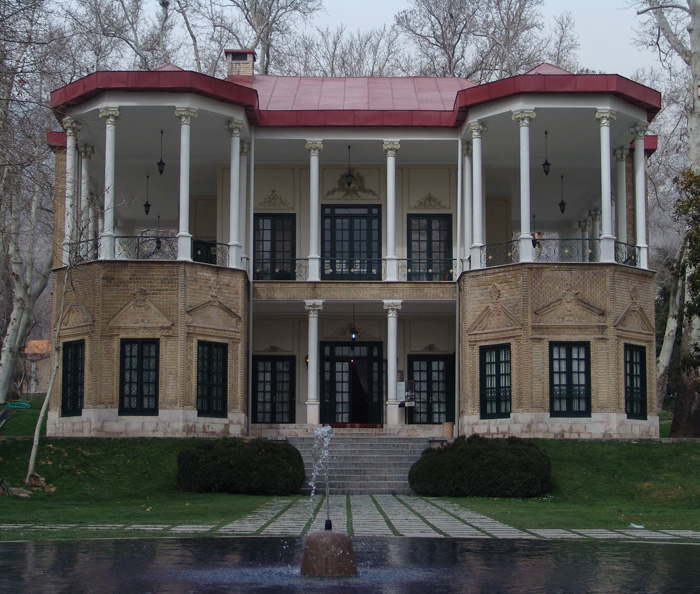
Ахмад Шахи Павильон[англ.]
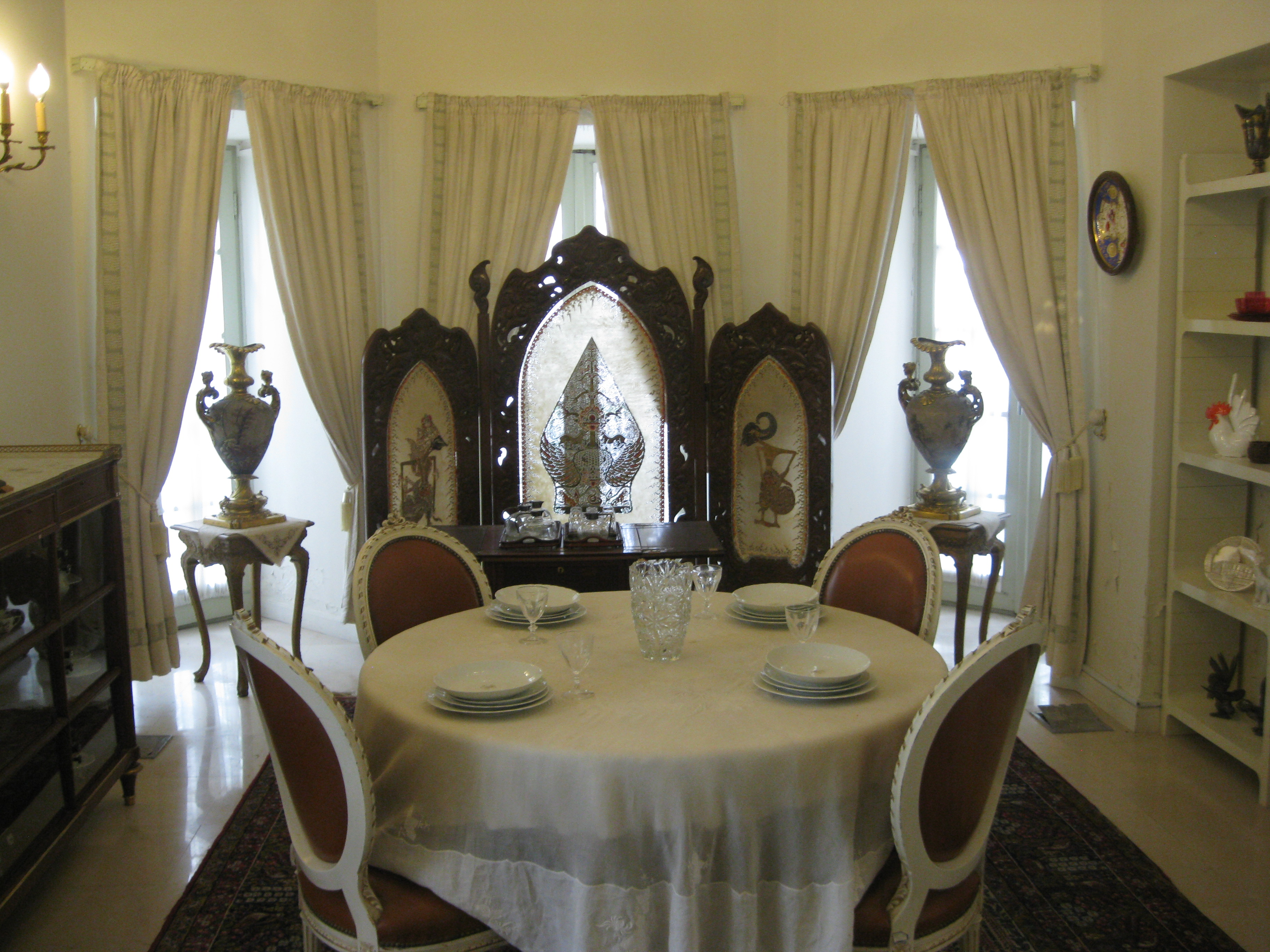
Внутри Ахмад Шахи Павильона[англ.].
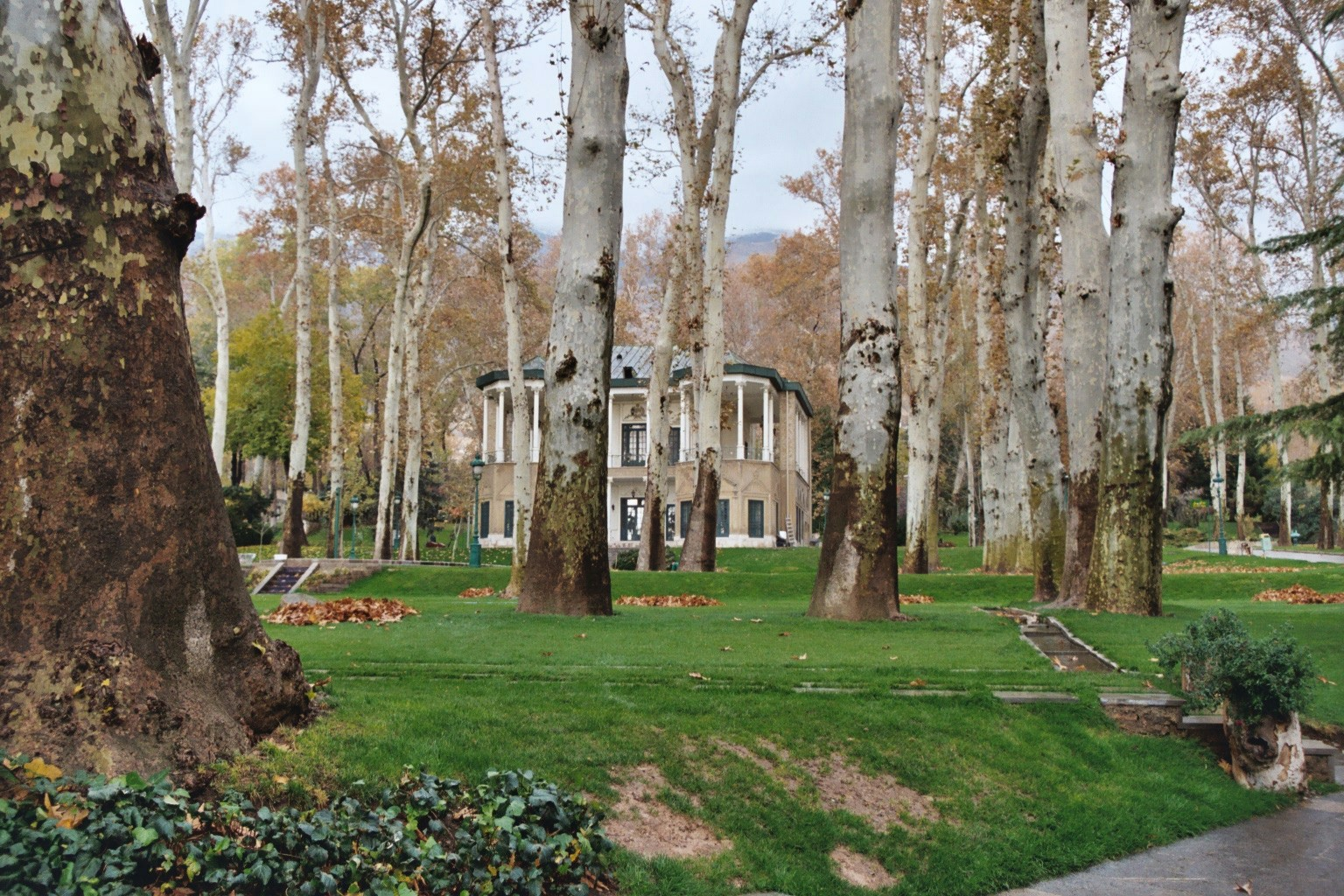
Площадь перед павильоном.
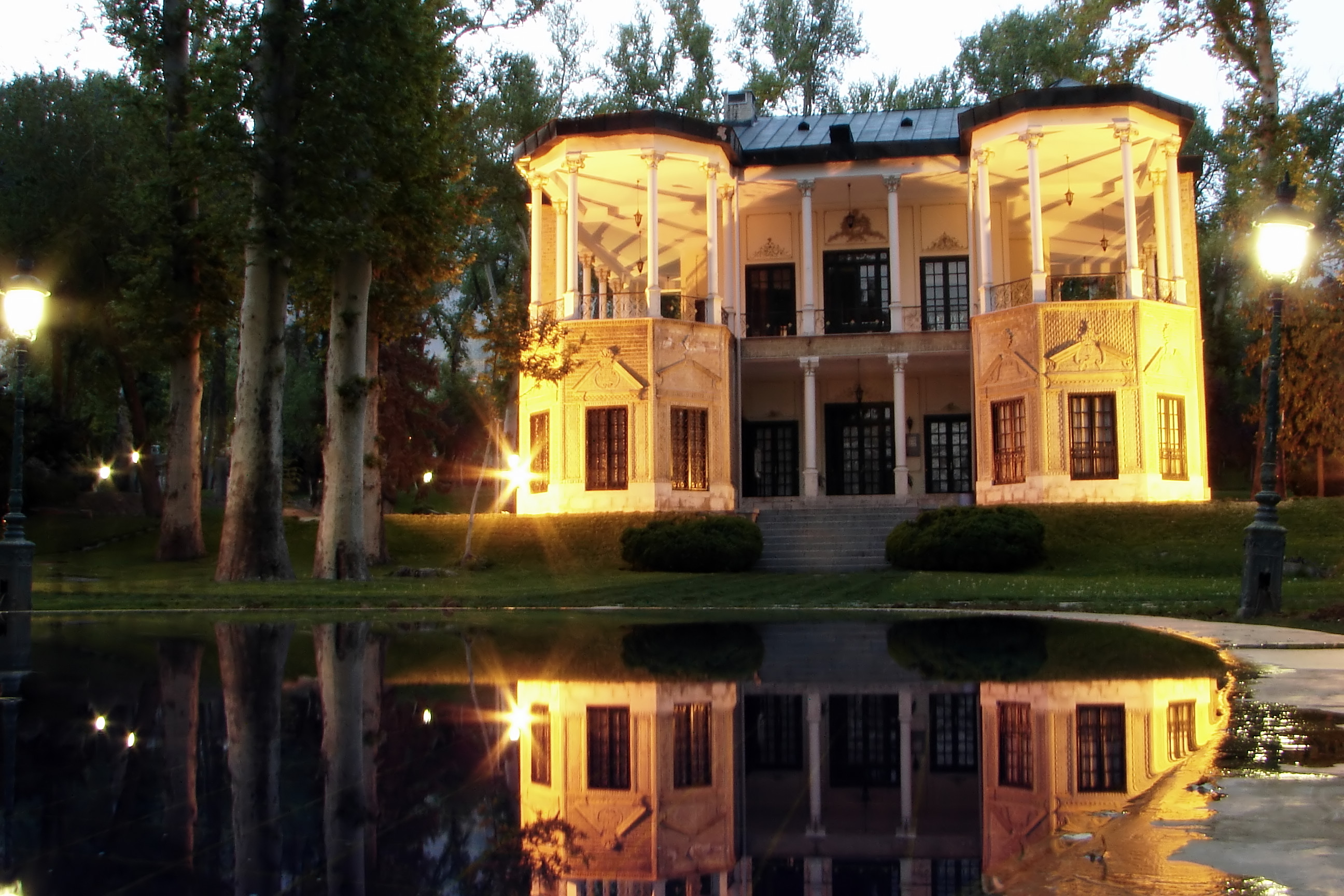
Ахмад Шахи Павильон[англ.]